# Amar Mohammedi
Amar Mohammedi est un moudjahid durant la Révolution Algérienne, puis 1er wali d'Alger après l'indépendance.

## Biographie
Amar Mohamedi a été le responsable de la Zone autonome d'Alger qui a succédé à Yacef Saadi après l'arrestation de ce dernier le 24 septembre 1957 avec Zohra Drif.
Amar Mohamedi a été le premier wali d’Alger à l'indépendance en 1962.
C'est lui qui, lors de la passation de pouvoirs du 17 juin 1962, qui avait reçu les clés de la capitale remis par le préfet de l’époque, Vitalis Cros.
C'est ainsi que Christian Fouchet, haut commissaire en Algérie, avait pour mission d'accompagner le processus de décolonisation, et le dernier préfet français d'Alger, Vitalis Cros, qui exerçait ses fonctions en 1962, avait participé à la mise en place d’une nouvelle administration algérienne.
Amar Mohamedi, de fin 1961 à juillet 1962, avait participé à la gestion de la transition de l'Algérie vers l’indépendance avec le commandant Azzedine, et à assurer le maintien de l'ordre avant et après le référendum d'autodétermination de l'Algérie.

## Itinéraire
|     | Wilaya                               | Début             | Fin            |
| 1er | Responsable de Zone autonome d'Alger | 24 septembre 1957 | 17 juin 1962   |
| 2e  | Wali de la wilaya d'Alger            | 17 juin 1962      | 8 octobre 1962 |